# Fabián Estay
Fabián Raphael Estay Silva (født 5. oktober 1968 i Santiago, Chile) er en tidligere chilensk fodboldspiller (midtbane).
Estay spillede gennem sin 19 år lange karriere i flere klubber i både Chile og udlandet. I hjemlandet var han i 1987 med til at vinde Primera División med Universidad Católica. Han var også tilknyttet de to andre store Santiago-klubber, Universidad de Chile og Colo-Colo.
Estay spillede desuden ti år i Mexico, hvor han var med til at vinde det mexicanske mesterskab med både América og Deportivo Toluca. Han spillede også i både Schweiz, Grækenland og Colombia.
Estay spillede desuden 69 kampe og scorede fem mål for det chilenske landshold. Hans debutkamp for holdet var et opgør mod Brasilien den 17. oktober 1990, mens hans sidste kamp i landsholdstrøjen var en VM-kvalifikationskamp 24. april 2001 på hjemmebane mod Uruguay.
Han repræsenterede sit land ved VM i 1998 i Frankrig. Her spillede han alle sit holds fire kampe i turneringen, hvor holdet blev slået ud i 1/8-finalen. Han var også med til at vinde bronze ved Copa América i 1991.